# Charles Sauria

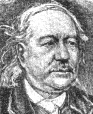

Charles Sauria (Poligny, 25 april 1812 - Saint-Lothain, 22 augustus 1895) was een Franse scheikundige en uitvinder van de witte fosfor-lucifer.
Begin jaren 30 van de 19e eeuw begon Sauria als student van de College de L’Arc in Dole op zijn studentenkamer te experimenteren, nadat hij tijdens een demonstratie van zijn professor Nicolet zag hoe explosief de combinatie van kaliumchloraat en zwavel kon zijn. Enkele jaren later ontstond op deze manier de witte fosforlucifer. De witte fosforlucifers bevatte witte fosfor, kaliumchloraat, zwavel en gom, en konden bij de geringste wrijving al in brand vliegen.
Doordat Sauria echter over weinig geld beschikte heeft hij nooit het patent op deze lucifers kunnen krijgen. Uiteindelijk ging de Duitser Friedrich Kammerer er met het patent van door en bleef Sauria in armoede. Kammerer zou de informatie over de lucifers hebben gekregen van professor Nicolet.
Op de conferentie van Bern in 1906 werd besloten dat witte fosforlucifers wereldwijd verboden zouden worden omdat deze, voornamelijk vanwege de witte fosfor, te giftig waren.